# Oriana (film)
Oriana è un film del 1985 diretto da Fina Torres, vincitore della Caméra d'or per la miglior opera prima al 38º Festival di Cannes.